# Grabice (województwo łódzkie)
Grabice – wieś w Polsce położona w województwie łódzkim, w powiecie rawskim, w gminie Cielądz.
Wieś szlachecka położona była w drugiej połowie XVI wieku w powiecie bielskim ziemi rawskiej województwa rawskiego. W latach 1975–1998 miejscowość administracyjnie należała do województwa skierniewickiego.